# Altäthiopische Sprache
Altäthiopisch, dessen Eigenname Ge’ez (ግዕዝ Gəʿəz) ist, war die Sprache des spätantiken Reiches von Aksum und darüber hinaus auch lange bis ins 19. Jahrhundert die Hauptschriftsprache in Eritrea und Äthiopien. Bis heute ist sie die Liturgiesprache der äthiopisch-orthodoxen und der eritreisch-orthodoxen Kirche sowie der äthiopischen Juden.

## Name

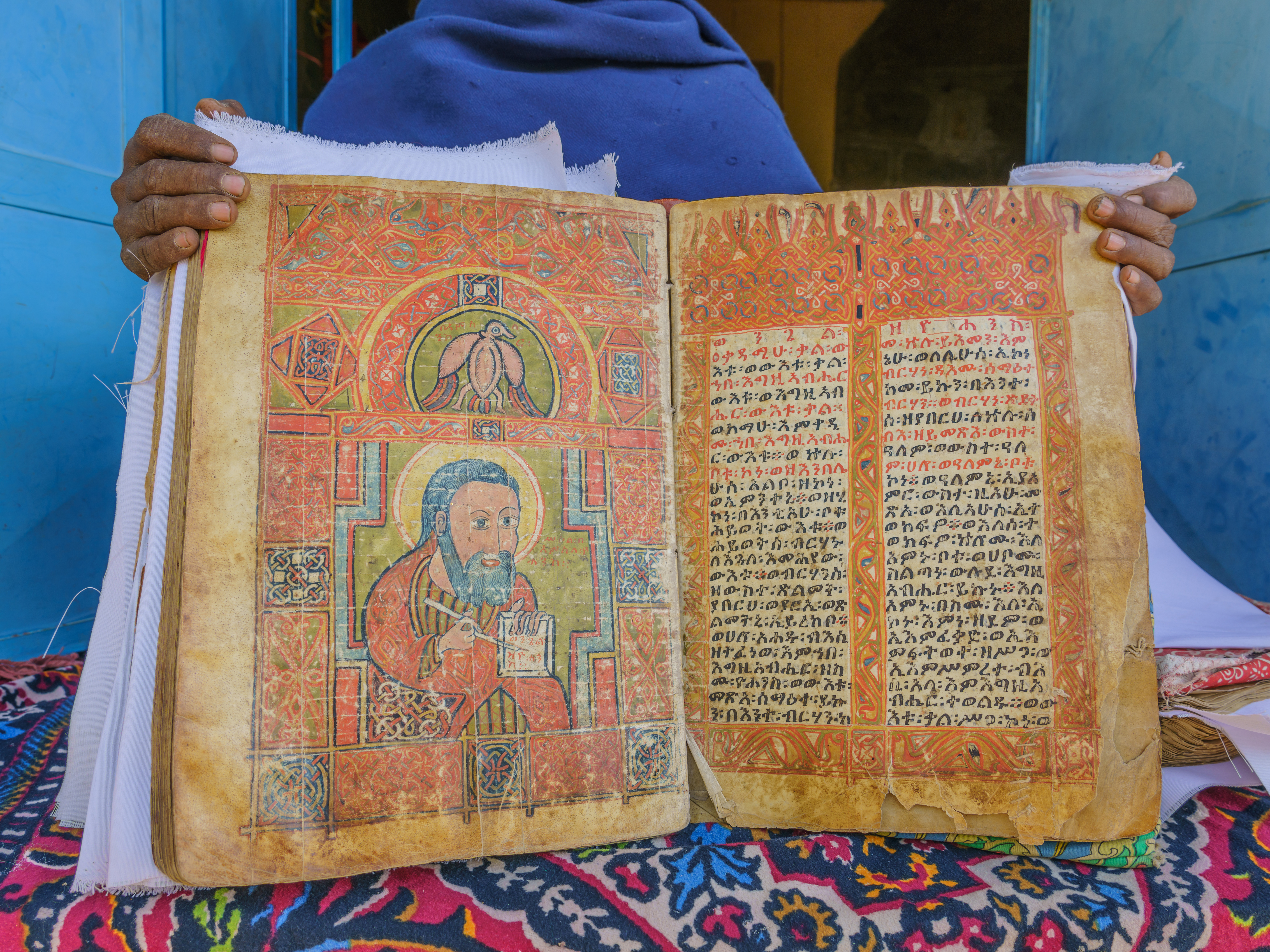
Ein erhaltenes Bibelmanuskript in Altäthiopischer Sprache, hier der Beginn des Johannesevangeliums.

Im 19. Jahrhundert wurde die Sprache oft einfach Äthiopisch genannt, beispielsweise von August Dillmann, dem besten Kenner der altäthiopischen Sprache seiner Zeit. So nannte er beispielsweise sein grammatisches Werk zum Altäthiopischen schlicht Grammatik der äthiopischen Sprache. In neuerer Zeit wird meist die Bezeichnung Altäthiopisch verwendet. Die Eigenbezeichnung Ge’ez ist lediglich in engeren Fachkreisen geläufig. Josef Tropper nennt so seine Grammatik aus dem Jahr 2002 Altäthiopisch: Grammatik des Geʻez mit Übungstexten und Glossar. Stephan Procházka nennt seine Grammatik aus dem Jahre 2004 Altäthiopische Studiengrammatik, Stefan Weninger sein Werk aus dem Jahre 2001 Das Verbalsystem des Altäthiopischen. Ein Problem der Bezeichnung Ge’ez besteht auch darin, dass es dazu im Deutschen kein Adjektiv gibt. Zum Namensgebrauch im Deutschen siehe auch das Literaturverzeichnis unten. Selten gebraucht wird auch die Bezeichnung Aksumitisch, die sich aber mehr auf die frühesten Zeiten der Altäthiopischen Sprache bezieht.

## Linguistische Einordnung
Altäthiopisch gehört gemeinsam mit den Sprachen Tigre und Tigrinya zur nördlichen Gruppe der äthiosemitischen Sprachen, einem in Äthiopien und Eritrea beheimateten Zweig der südsemitischen Sprachen. Typologisch steht das Altäthiopisch zwischen den klassischen semitischen Sprachen und den modernen eritreischen und nord-äthiopischen Sprachen, indem es einerseits in Phonologie und Morphologie wesentliche Innovationen aufweist, andererseits jedoch vielfach wesentlich altertümlicher als beispielsweise das Amharische ist. Durch den Kontakt mit Sprechern kuschitischer Sprachen drang wohl schon in prähistorischer Zeit zusätzlich nichtsemitisches Vokabular in das Altäthiopische ein.

## Erforschung
Zwar entstanden bereits im mittelalterlichen Äthiopien erste lexikalische und grammatikalische Texte, eine eigentliche wissenschaftliche Erforschung begann jedoch erst, nachdem in der 1. Hälfte des 16. Jahrhunderts erste Texte auf Altäthiopisch in Europa bekannt geworden waren. Zu den ersten, die sich damit befassten, gehörte Anna Maria von Schürmann, die um 1645 eine erste Grammatik verfasste. Besonderes Verdienst erwarb sich in dieser Pionierzeit Hiob Ludolf, der 1661 eine Grammatik und 1699 ein Lexikon des Altäthiopischen publizierte. Obwohl das Altäthiopische bereits so früh in Europa bekannt wurde, hat es in Forschung und Lehre innerhalb der Semitistik keinen dem Hebräischen oder Arabischen vergleichbaren Status.
Der Erforschung der äthiopischen Sprachen widmete sich im 19. und 20. Jahrhundert der Hebraist und Semitist Franz Praetorius (1847–1927), der ab 1880 Orientalistik an der Universität Breslau, von 1893 bis 1909 in Halle und dann wieder in Breslau lehrte.

## Geschichte und Überlieferung
Die ältesten altäthiopischen Inschriften sind einige aksumitische Inschriften, teilweise noch aus der Zeit vor Ezanas Übertritt zum Christentum im vierten Jahrhundert. Unter ihnen befinden sich etwa ein Dutzend königliche und mehrere hundert private, in der Regel sehr kurze, Texte. Aus den ersten Jahrhunderten nach der Einführung des Christentums stammt eine umfangreiche, jedoch erst in wesentlich späteren Abschriften erhaltene christliche Literatur, darunter die beiden Evangelienbücher von Garima (ca. 400–650), die zu einem großen Teil aus dem Griechischen, später auch dem Koptischen und Arabischen, übersetzt wurde. Nach dem Untergang des aksumitischen Reiches um 600 n. Chr. nahm die literarische Tätigkeit in Äthiopien stark ab, sodass aus einigen Jahrhunderten fast keine schriftliche Überlieferung des Altäthiopischen erhalten ist.
Gegen Ende des 1. nachchristlichen Jahrtausends dürfte das Altäthiopische als gesprochene Sprache vom Amharischen und dem Tigrinya verdrängt worden sein, doch wurde in den folgenden Jahrhunderten wieder eine größere Menge an sakraler, darunter die Confessio des Claudius, und profaner Literatur produziert, worunter historische Werke, das äthiopische Nationalepos Kebra Nagast sowie einzelne naturwissenschaftliche Schriften zu nennen sind.
Als Hauptschriftsprache Äthiopiens wurde das Altäthiopische dann in der Neuzeit vom Amharischen abgelöst, das zwar schon seit dem 13. Jahrhundert die Sprache des Königshofes war, aber nur in geringem Umfang schriftlich verwendet worden war. Bis heute dient die äthiopische Sprache als Sakralsprache der äthiopisch-orthodoxen Kirche und der Äthiopisch-Katholischen Kirche.

## Schrift

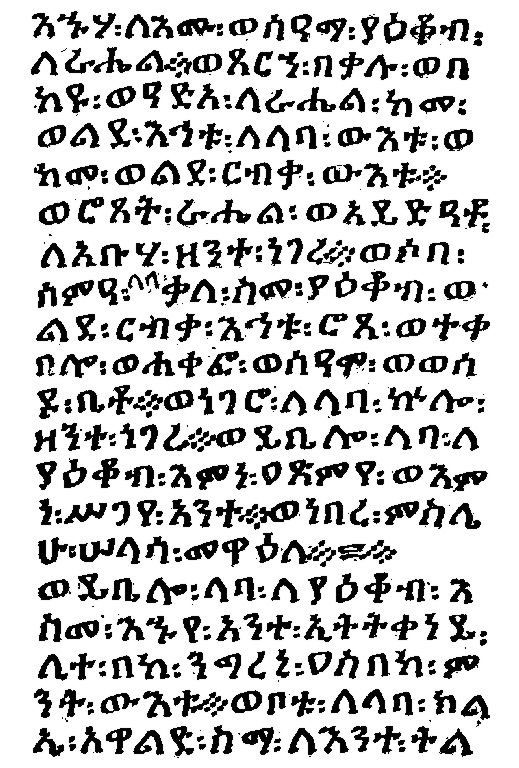
auf Altäthiopisch

Die frühesten äthiopischen Inschriften wurden in altsüdarabischer Schrift niedergeschrieben. Bald darauf bildete sich eine leicht modifizierte Form der altsüdarabischen Schrift heraus, die wie diese zunächst eine reine Konsonantenschrift war. Durch Anfügung kleiner Striche und Kreise an Konsonantenzeichen wurde hieraus eine Silbenschrift gebildet, die Silben der Form Konsonant-Vokal (CV) und einzelne Konsonanten wiedergeben konnte. Auf diese Weise wurde das 30 Zeichen umfassende unvokalisierte Altäthiopisch zu einer 202 Zeichen umfassenden Silbenschrift erweitert.

## Phonologie
Obwohl das Altäthiopische über Jahrhunderte hinweg tradiert wurde, ist die Phonologie des antiken Altäthiopischen nur unzureichend bekannt, da die traditionelle Aussprache stark vom Amharischen beeinflusst ist. Die Schrift gibt 26 konsonantische Phoneme sowie vier Labiovelare wieder. Wie die meisten afroasiatischen Sprachen besaß das Altäthiopische neben stimmlosen und stimmhaften Konsonanten auch emphatische Konsonanten, die vermutlich wie in allen modernen südsemitischen Sprachen durch Glottalisierung realisiert wurden. Einzigartig unter allen semitischen Sprachen ist die Existenz dreier nicht-stimmhafter Bilabiale: Alle anderen semitischen Sprachen haben entweder f oder p, das Altäthiopische besitzt dagegen p, f und eine emphatische Variante ṗ, deren Etymologie noch nicht vollständig geklärt ist. Ebenfalls ungewöhnlich sind vier Labiovelare. Insgesamt kann folgende Rekonstruktion des altäthiopischen Konsonantensystems wenigstens eine gewisse Wahrscheinlichkeit beanspruchen (äthiopistische Umschrift, in eckigen Klammern IPA):
|               |               | Bilabial | Alveolar | Lateral | Postalveolar/ Palatal | Velar       | Labiovelar     | Uvular | Pharyngal | Glottal |
| ------------- | ------------- | -------- | -------- | ------- | --------------------- | ----------- | -------------- | ------ | --------- | ------- |
| Plosive       | stimmlos      | p        | t        |         |                       | k           | kʷ             |        |           | ʾ [⁠ʔ⁠]   |
| Plosive       | stimmhaft     | b        | d        |         |                       | g [⁠ɡ⁠]       | gʷ [⁠ɡʷ⁠]        |        |           |         |
| Plosive       | emphatisch    | ṗ [⁠pʼ⁠]   | ṭ [⁠tʼ⁠]   |         |                       | q [⁠q⁠], [⁠kʼ⁠] | qʷ [⁠qʷ⁠], [⁠kʷʼ⁠] |        |           |         |
| Affrikaten    | stimmlos      |          |          |         |                       |             |                |        |           |         |
| Affrikaten    | stimmhaft     |          |          |         |                       |             |                |        |           |         |
| Affrikaten    | emphatisch    |          | ṣ [⁠ʦʼ⁠]   |         |                       |             |                |        |           |         |
| Frikative     | stimmlos      | f        | s        | ś [⁠ɬ⁠]   |                       | ḫ [⁠χ⁠]       | ḫʷ [⁠χʷ⁠]        |        | ḥ [⁠ħ⁠]     | h       |
| Frikative     | stimmhaft     |          | z        |         |                       |             |                |        | ʿ [⁠ʕ⁠]     |         |
| Frikative     | emphatisch    |          |          | ḍ [⁠ɬʼ⁠]  |                       |             |                |        |           |         |
| Nasale        | Nasale        | m        | n        |         |                       |             |                |        |           |         |
| Approximanten | Approximanten |          |          | l       | y [⁠j⁠]                 |             | w              |        |           |         |
| Vibranten     | Vibranten     |          | r        |         |                       |             |                |        |           |         |

Einfacher ist die Rekonstruktion des Vokalsystems. In der Schrift werden (in der traditionellen äthiopischen Reihenfolge) die sieben Vokale a, u, i, ā, e, ə und o unterschieden. Bei a handelt es sich um einen halboffenen, zentralen Vokal, ā wird ähnlich wie ein deutsches a, jedoch weiter hinten realisiert. Vokalquantitäten werden nicht unterschieden, da diese durch eine Reihe von Lautverschiebungen im Altäthiopischen nicht mehr bedeutungsentscheidend sind. Dabei gehen ə und a auf alte Kurzvokale, ā, i und u auf Langvokale und e und o auf die Diphthonge *ai bzw. *au zurück. Die Transkriptionszeichen a und ā sind historisierend, daneben werden auch die Zeichen ä bzw. a benutzt, die den tatsächlichen Lautwerten näherkommen.
Wo der Wortakzent in der Antike lag, ist unbekannt; in der traditionellen Aussprache liegt er bei Verben zumeist auf der vorletzten, bei Substantiven und den meisten Pronomina dagegen auf der letzten Silbe.
Einige lautliche Vorgänge sind für die Verbalmorphologie von Bedeutung: die Vokale a und ə sind in der Nachbarschaft der „Laryngale“ ʾ, ʿ, ḫ, ḥ und h einigen Veränderungen ausgesetzt, vgl. z. B. samāʿ-ku ‚ich hörte‘ mit śarab-ku ‚Ich trank‘.

## Morphologie

### Nominalmorphologie

#### Substantiv
Substantive unterscheiden im Altäthiopischen die beiden Genera Maskulinum und Femininum, welches bei bestimmten Wörtern mit einem Suffix -t markiert wird. Der Numerus Singular ist unmarkiert, der Plural kann sowohl durch das Suffix -āt („äußerer Plural“) als auch durch Änderung der Vokalstruktur („innerer/gebrochener Plural“) gebildet werden:
- Äußerer Plural: ʿāmat – ʿāmatāt ‚Jahr(e)‘, māy – māyāt ‚Wasser‘ (N.B.: Im Gegensatz zu den Adjektiven und anderen semitischen Sprachen können beide Genera ihren Plural mit -āt bilden)
- Innerer Plural: Die Bildung der inneren Plurale ist sehr vielfältig, Beispiele für besonders häufige Bildungsformen sind: bet – ʾābyāt ‚Haus, Häuser‘; qərnəb – qarānəbt ‚Augenlid(er)‘.

Das Substantiv unterscheidet zudem die beiden Kasus Nominativ und Akkusativ. Der Nominativ ist unmarkiert, der Akkusativ hat die Endung -a: bet – bet-a ‚Haus‘. Der Akkusativ markiert hauptsächlich das direkte Objekt eines Verbs und vertritt den im Wesentlichen ein Besitzverhältnis ausdrückenden Status constructus anderer semitischer Sprachen: sarḥa nəguś bet-a ‚der/ein König baute ein/das Haus‘; bet-a nəguś ‚Haus des/eines Königs‘. Das Akkusativobjekt und possessive Konstruktionen können daneben auch paraphrasiert werden. Die Determination wird im Allgemeinen nicht markiert, jedoch können hierfür die Personalpronomina der dritten Person benutzt werden: dabr-u ‚der Berg‘, wörtlich ‚sein Berg‘.

#### Adjektiv
Die Morphologie der Adjektive unterscheidet sich nicht wesentlich von der der Substantive, jedoch wird das Genus konsequenter markiert; der äußere Plural maskuliner Adjektive wird nicht mit -āt, sondern mit -ān gebildet. Im attributiven Gebrauch steht das Adjektiv nach dem Substantiv, auf das es sich bezieht: nobā qayḥ ‚rote Nubier‘.

### Pronominalmorphologie
Das Altäthiopische unterscheidet zwei Reihen von Personalpronomina (Anmerkung: Bei den Pronominalsuffixen treten je nach vorausgehendem Laut gewisse Varianten auf.). Die grundlegende Aufteilung in zwei Reihen entsprechen den anderen semitischen Sprachen, bei den 3. Personen der absoluten Pronomina fallen dagegen auch starke Abweichungen von verwandten Sprachen auf:
| Numerus  | Person      | Freie Personalpronomina | Pronominalsuffixe | Pronominalsuffixe |
| Numerus  | Person      | Freie Personalpronomina | Nach Substantiven | Nach Verben       |
| -------- | ----------- | ----------------------- | ----------------- | ----------------- |
| Singular | 1.          | ʾāna                    | -ya               | -ni               |
| Singular | 2. maskulin | ʾānta                   | -ka               | -ka               |
| Singular | 2. feminin  | ʾānti                   | -ki               | -ki               |
| Singular | 3. maskulin | wəʾətu                  | -(h)u             | -(h)u             |
| Singular | 3. feminin  | yəʾəti                  | -(h)a             | -(h)a             |
| Plural   | 1.          | nəḥna                   | -na               | -na               |
| Plural   | 2. maskulin | ʾāntəmu                 | -kəmu             | -kəmu             |
| Plural   | 2. feminin  | ʾāntən                  | -kən              | -kən              |
| Plural   | 3. maskulin | wəʾətomu / əmuntu       | -(h)omu           | -(h)omu           |
| Plural   | 3. feminin  | wəʾəton / əmāntu        | -(h)on            | -(h)on            |

Die unabhängigen Personalpronomina markieren gewöhnlich das Subjekt: wəʾətu ṣaḥafa ‚er schrieb‘, nəguś ʾāna ‚Ich bin König‘. Daneben können sie in der 3. Person auch als Kopula auftreten. Die Pronominalsuffixe dagegen markieren an Substantive angehängt ein Besitzverhältnis: bet-ya ‚mein Haus‘, hinter einem Verben und Präpositionen deren Objekt: qatala-ni ‚er tötete mich‘, la-ka ‚zu dir‘.
Zum Ausdruck besonderer Emphase können auch einige mithilfe der Pronominalsuffixe zusammengesetzte Formen benutzt werden, wie im Nominativ lalli-ka ‚du (selbst)‘ und im Akkusativ kiyā-hu ‚ihn; ebendieser‘.

### Verbalmorphologie

#### Stammbildung
Die Grundlage der Wortbildung im Altäthiopischen ist die gewöhnlich drei Wurzelkonsonanten umfassende Wurzel. Von jeder Wurzel können (theoretisch) zwölf verschiedene Stämme abgeleitet werden. Durch Affixe können zunächst vier verschiedene Klassen gebildet werden, die Tropper 2002 mit den Buchstaben 0, A, T und Ast bezeichnet, es finden sich jedoch auch abweichende Bezeichnungen. Ohne weitere Zufügungen lassen sich von der Wurzel QTL ‚töten‘ also die Formen (im Perfekt) qat(a)la, ʾaqtala, taqat(a)la, ʾastaqtala bilden. Der Grundstamm 0 hat die unmodifizierte Bedeutung der Wurzel; der Stamm A bildet faktitive oder kausative Verben: satya ‚er trank‘ – ʾa-staya ‚er tränkte‘. Der T-Stamm ist dagegen intransitiv-passiv und ist somit als Mittel zur Unterscheidung der Diathese in Verwendung; der Ast-Stamm verknüpft den Kausativstamm mit dem Passivstamm: t-agabʾa ‚er ergab sich‘ – ʾast-agbʾa ‚er eroberte‘.
Von diesen vier Stämmen lassen sich durch die Infigierung des Stammvokals ā bzw. Gemination eines Stammkonsonanten zwei erweiterte Stämme ableiten. Jeder dieser Stämme bildet ein eigenständiges Lexem, dessen Bedeutung sich jedoch im Allgemeinen von der Bedeutung der Wurzel ableiten lässt.

#### Konjugation
Als westsemitische Sprache unterscheidet das Altäthiopische grundsätzlich zwei verschiedene Arten der Konjugation: das Imperfekt, das hauptsächlich mit Präfixen konjugiert wird, und das mit Suffixen konjugierte Perfekt. Das Imperfekt unterscheidet durch Veränderungen der Vokalisierung die beiden Modi Indikativ und Imperativ/Jussiv. Die Konjugation von qatala ‚töten‘ lautet:
| Person   | Person | Perfekt qatal- | Imperfekt         | Imperfekt    |
| Person   | Person | Perfekt qatal- | Indikativ -qattəl | Jussiv -qtəl |
| -------- | ------ | -------------- | ----------------- | ------------ |
| Singular | 1.     | qatal-ku       | ʾə-qattəl         | ʾə-qtəl      |
| Singular | 2. m.  | qatal-ka       | tə-qattəl         | tə-qtəl      |
| Singular | 2. f.  | qatal-ki       | tə-qattəl-i       | tə-qtəl-i    |
| Singular | 3. m.  | qatal-a        | yə-qattəl         | yə-qtəl      |
| Singular | 3. f.  | qatal-at       | tə-qattəl         | tə-qtəl      |
| Plural   | 1.     | qatal-na       | nə-qattəl         | nə-qtəl      |
| Plural   | 2. m.  | qatal-kəmmu    | tə-qattəl-u       | tə-qtəl-u    |
| Plural   | 2. f.  | qatal-kən      | tə-qattəl-ā       | tə-qtəl-ā    |
| Plural   | 3. m.  | qatal-u        | yə-qattəl-u       | yə-qtəl-u    |
| Plural   | 3. f.  | qatal-ā        | yə-qattəl-ā       | yə-qtəl-ā    |

Das Perfekt wird hauptsächlich für aus Sicht des Sprechers vollendete, der Indikativ dagegen für nichtvollendete Handlungen benutzt. Der Jussiv dient zum Ausdruck von Wünschen sowie in finalen und konsekutiven Nebensätzen sowie in Objektsätzen nach Verben des Befehlens u. ä.; der Imperativ, der formal einem Jussiv ohne Personalaffixe gleicht, ist auf die 2. Person beschränkt.

#### Verbalnomina
Aus dem Proto-Semitischen hat das Altäthiopische verschiedene Bildungsarten für Partizipien geerbt, beispielsweise die Präfigierung von ma-: makwannən ‚Richter‘ zu kwannana ‚er herrschte, richtete‘. Jedoch sind diese Bildungen nur noch von lexikalischer Bedeutung, da sie in historischer Zeit nicht mehr frei bildbar waren. Weit verbreitet sind dagegen zwei Nomina actionis: das Gerundium, das die Form qatila- hat. Sein Subjekt (im Gegensatz zu den anderen Verbalformen nicht sein Objekt) wird mit den Personalsuffixen ausgedrückt: qatila-ka (2. Person Singular maskulinum) usw. Es wird zur Bildung von Temporalsätzen benutzt, śarab-a qatila-ka kann somit entweder ‚er trank, nachdem du tötetest‘ oder ‚er trank, als du tötetest‘ bedeuten. Daneben findet sich noch der eigentliche Infinitiv, der im Grundstamm die Form qatil hat, in allen anderen Stämmen dagegen durch Suffigierung von -o bzw. vor Personalsuffixen -ot gebildet wird.

## Syntax

### Satzbau
Im Altäthiopischen steht das verbale Prädikat gewöhnlich vor Subjekt und Objekt: sarḥ-a bet-a ‚er baute ein Haus‘, jedoch sind auch andere Stellungen möglich. Im Gegensatz zu europäischen Sprachen kann das Prädikat eines Satzes auch von einem Nomen bzw. Pronomen gebildet werden, wobei die absoluten Personalpronomina als Kopula auftreten können: N. N. wəʾətu nəguś ‚N. N. ist König‘.

### Subordination
Nebensätze werden durch verschiedenartige Partikeln eingeleitet und folgen der gewöhnlichen Satzstellung:
| Hauptsatz                            | Hauptsatz                            | Hauptsatz                            | Konditionalsatz                                                        | Konditionalsatz                                                        | Konditionalsatz                                                        | Konditionalsatz                                                        | Konditionalsatz                                                        | Konditionalsatz                                                        | Temporalsatz                                           | Temporalsatz                                           | Temporalsatz                                           | Temporalsatz                                           |
| wa-yəkʷ ennənəwomu                   | kʷ əllo                              | gize                                 | la-ʾəmma                                                               | ʾi-taʿaraqa                                                            | məsla                                                                  | biṣu                                                                   | ba-ʾənta                                                               | ḫāṭiʾatu                                                               | ʾəmqədma                                               | təḍāʾ                                                  | nafsu                                                  | ʾəm-śəgāhu                                             |
| und-sie peinigen-ihn                 | die ganze                            | Zeit                                 | wenn                                                                   | nicht-er hat sich versöhnt                                             | mit                                                                    | Nächster-sein                                                          | wegen                                                                  | Sünde-seine                                                            | bevor                                                  | herausgehen                                            | Seele-seine                                            | aus-Körper-sein                                        |
| und sie peinigten ihn die ganze Zeit | und sie peinigten ihn die ganze Zeit | und sie peinigten ihn die ganze Zeit | wenn er sich nicht wegen seiner Sünde mit seinem Nächsten versöhnt hat | wenn er sich nicht wegen seiner Sünde mit seinem Nächsten versöhnt hat | wenn er sich nicht wegen seiner Sünde mit seinem Nächsten versöhnt hat | wenn er sich nicht wegen seiner Sünde mit seinem Nächsten versöhnt hat | wenn er sich nicht wegen seiner Sünde mit seinem Nächsten versöhnt hat | wenn er sich nicht wegen seiner Sünde mit seinem Nächsten versöhnt hat | bevor seine Seele aus seinem Körper hinausgegangen ist | bevor seine Seele aus seinem Körper hinausgegangen ist | bevor seine Seele aus seinem Körper hinausgegangen ist | bevor seine Seele aus seinem Körper hinausgegangen ist |

Relativsätze sind im Altäthiopischen besonders häufige Nebensätze, da Partizipien in historischer Zeit nicht mehr frei bildbar waren. Das Relativpronomen hat die Formen za- (maskulinum Singular), ʾənta- (femininum Singular) und ʾəlla (Plural): bəʾəsi za-yaḥawər ‚der/ein Mann, welcher geht‘.

### Negation
Das häufigste Mittel zur Negation ist das Präfix ʾi-, das in Sätzen mit verbalem Prädikat diesem präfigiert wird:
| nəḥna                  | ʾi-nəkl          | ḥawira |
| wir                    | nicht-wir können | gehen  |
| wir können nicht gehen |                  |        |